# 姚凯伦
姚凯伦（1944年—），男，汉族，上海人，中华人民共和国物理学家、政治人物，曾任致公党中央常委、湖北省委主委、华中科技大学学术委员会委员，第十届全国政协委员、第十一届全国政协委员。

## 生平
2008年，当选第十一届全国政协委员，代表中国致公党，分入第十一组。